# Улица Команданди
Улица Ко́манданди, также Ко́манданди-те́э (эст. Komandandi tee) — короткая (269 метров) улица Таллина, в районе Вышгорода, проходит от улицы Тоомпеа к площади Свободы (Вабадузе). Проходит на месте бывших бастионов с внешней стороны крепостных стен Таллина.
К улице примыкают Комендантский сад и парк Харьюмяги (Горка Харью).

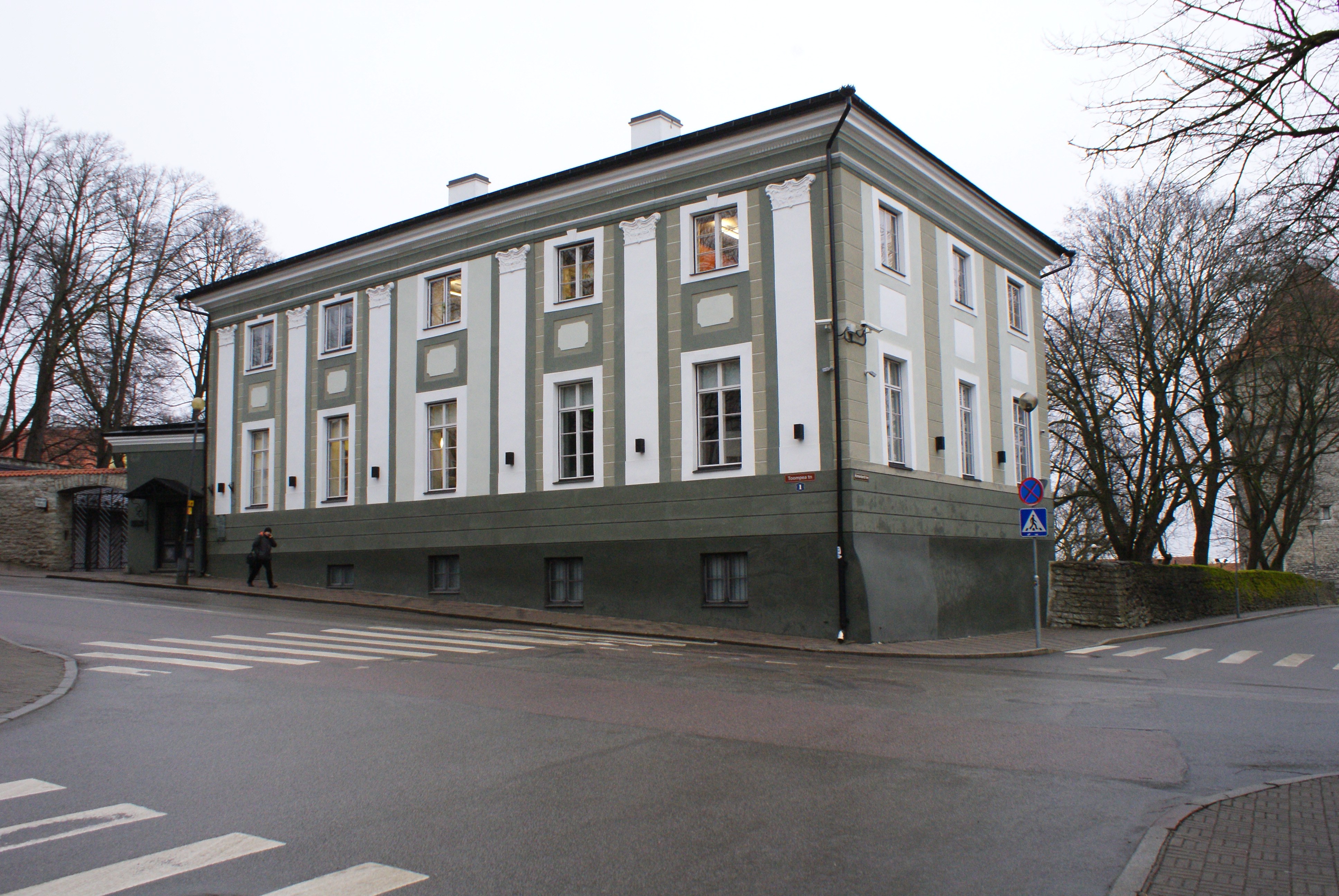
Дом коменданта, улица Тоомпеа 1

Название улицы (Комендантская дорога) связано с близрасположенным домом коменданта.

## История
Улица была проложена в XIX веке. В начале XX она носила названия Комендантский спуск и Комендантская улица. 
С утратой своего военного значения располагавшиеся перед крепостными стенами бастионы срывались и превращались в городские парки, такая же судьба постигла находившийся на горке Харью Ингерманладский бастион. Одним из путей туда стала улица Команданди. По легенде улица возникла в результате пари. В 1856 году ревельский ольдерман Ганс Генрих Фальк и комендант Ревеля генерал барон фон Зальца поспорили, что Фальк сможет построить новую дорогу с Вышгорода (Тоомпеа) до Палдиского шоссе в течение одного месяца.
Чтобы сделать это, необходимо было срыть западную сторону шведского бастиона, выполнить планировку местности перед ним, засыпать крепостные валы и т. п. Зальца считал это не выполнимым и заявил, что если Фальк сможет построить дорогу до конца месяца, то он за свой счёт проложит дорогу с Тоомпеа в другую сторону — до Харьюских ворот.
Фальк смог справиться со своей задачей, в ноябре 1856 года улица Фальги была открыта для движения. Спустя несколько лет своё обещание выполнил и Зальца.
В 1865 году была построена каменная лестница (эст. Mayeri trepp), идущая к улице Команданди теэ от улицы Харью. Улицу украшали декоративные керамические (позднее — чугунные) вазы. В 1890 и в 1907 годах лестницу реконструировали, во время последней реконструкции ступени были выполнены из гранита.
Во времена СССР, с 1948 по 1989 год, вместе с соседней улицей Фальги, носила название улица Ныукогуде (эст. Nõukogude tänav — Советская).

## Достопримечательности
Дом 2 — Башня Кик-ин-де-Кёк.